# 1893年グロバー・クリーブランド大統領就任式
第24代アメリカ合衆国大統領としてのグロバー・クリーブランドの就任式は、1893年3月4日土曜日にワシントンD.C.のアメリカ合衆国議会議事堂のイーストポルティコで行われた。これは27回目となる大統領就任式であり、大統領としてのクリーブランドの2期目と副大統領としてのアドレー・スティーブンソンの唯一の任期の始まりとなった。クリーブランドは以前に第22代大統領を務めており、非連続の2期を務めた初のアメリカ合衆国大統領である。就任宣誓は最高裁判所長官のメルヴィル・フラーが執り行った。就任式中は雪が降った。